# Culture des cafés
 (juin 2012).
Si vous disposez d'ouvrages ou d'articles de référence ou si vous connaissez des sites web de qualité traitant du thème abordé ici, merci de compléter l'article en donnant les références utiles à sa vérifiabilité et en les liant à la section « Notes et références ».
Pour les articles homonymes, voir café (homonymie).
La culture des cafés se réfère historiquement à un mouvement culturel d'intellectuels européens qui, à partir du XIXe siècle, entraîna un essor culturel en arts et en philosophie.
Par extension, cette expression prend au XXe siècle le sens d'un style de vie centré sur un travail de création dans un café.

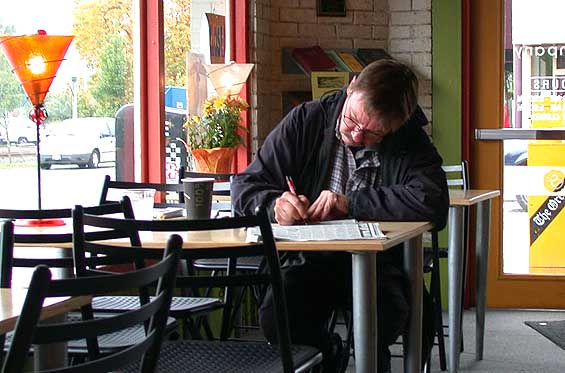

## Histoire
Une certaine culture des cafés est née dans la Vienne de Freud, au XIXe siècle. En délaissant les salons aristocratiques qui favorisaient des écrivains parfois dit « fonctionnaires » car dévoués à la glorification de l'empire autrichien, dont Grillparzer, Bauerfeld et Raimud, des artistes ont trouvé refuge dans les cafés qui abondent à Vienne. Ce milieu, où les peintres, musiciens, écrivains et intellectuels échangeaient dans une certaine ambiance de clandestinité, donna naissance à de grandes œuvres viennoises. C'était aussi un milieu de contestation politique et de vive critique de la société.
Avant cela, déjà, en préambule, Joseph II, nouvel empereur du Saint-Empire romain germanique (1780), monarque éclairé, déclara la ville d'eau, Spa, le Café de l'Europe.

## Époque contemporaine
Outre en Europe, on trouve d'importantes cultures des cafés dans les villes de Melbourne, Montréal, etc.
Le mouvement d'écriture contemporain NaNoWriMo, centré aux États-Unis, en est un autre exemple.

### Paris
Le quartier Saint-Germain-des-Prés a acquis son âme grâce au pouvoir d'attraction qu’il a exercé sur les intellectuels depuis le XVIIe siècle. Les encyclopédistes se réunissaient au café Landelle, rue de Buci ou au Café Procope qui existe toujours. 
Après la Seconde Guerre mondiale, philosophes, auteurs, acteurs et musiciens se sont mélangés dans les boîtes de nuit et les brasseries, où la philosophie existentialiste a coexisté avec le jazz américain, dans les caves de la rue de Rennes, que fréquentait notamment Boris Vian. Le quartier est maintenant moins prestigieux sur le plan intellectuel qu'à la grande époque de Jean-Paul Sartre et de Simone de Beauvoir ou de cinéastes tels que Jean-Luc Godard et François Truffaut mais aussi de poètes comme Jacques Prévert et d'artistes comme Giacometti. 
Aujourd'hui, des artistes y flânent toujours, appréciant l'ambiance du café Les Deux Magots et du Café de Flore. Juste en face, à la brasserie Lipp se réunissent des journalistes, des acteurs en vue et des hommes politiques comme le faisait François Mitterrand.

### Montréal
Montréal est le lieu d'une importante culture des cafés, probablement sur le modèle français. Contrairement à plupart des autres villes universitaires nord-américaines, il n'est pas rare de voir des étudiants travailler en masse dans les cafés montréalais, surtout en abords des campus universitaires de l'arrondissement de Ville-Marie.
En particulier, l'université Concordia fait la promotion de la série de conférences-cafés L'Université autrement : Dans les cafés. Ses thèmes sont surtout socio-économiques.